# V.27ter

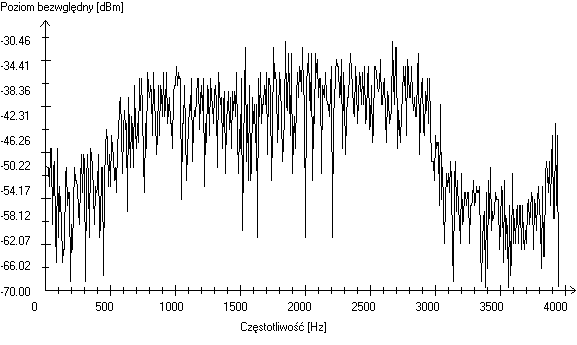
Widmo sygnału modemu pracującego według zalecenia V.27ter z prędkością 4800 bit/s na typowej linii telefonicznej o szerokości pasma przepustowego równego 4 kHz.

V.27ter – standard w komunikacji rekomendowany przez ITU-T, charakteryzujący się naprzemienną transmisją dwukierunkową pomiędzy dwoma analogowymi modemami wdzwanianymi (połączenie wdzwaniane – ang. dial-up) lub faksami. W modulacji użyte jest kluczowanie PSK przy prędkość transmisji do 4800 bit/s lub 2400 bit/s. Zawiera funkcję retrainingu, określa także funkcje sygnalizacji przez kanał powrotny. Opcjonalny kanał transmisji zwrotnej ma przepustowość 300 bit/s lub 75 bit/s.
Przyrostki bis i ter są charakterystyczne dla nomenklatury ITU-T i stosowane są dla zachowania narastającej iteracji w nazwach standardów i zaleceń (zwłaszcza gdy w międzyczasie zajęto już kolejną liczbę dla nazwania innego standardu lub zalecenia).